# Hilaira tuberculifera
Espèce
Hilaira tuberculifera est une espèce d'araignées aranéomorphes de la famille des Linyphiidae.

## Distribution
Cette espèce est endémique du Jilin en Chine,.

## Publication originale
- Sha & Zhu, 1995 : Notes of three new species and one new record of Erigoninae from China (Araneae: Linyphiidae). Acta Zootaxonomica Sinica, vol. 20, no 3, p. 281-288.